# Булак-Башы (Баткен)
Булак-Башы (кирг. Булак-Башы) — село в Баткенской области Кыргызстана. Административно подчинено городской администрации Баткена.

## География
Село расположено в центральной части области, на расстоянии приблизительно 1 километра (по прямой) к северу от  города Баткена, административного центра области и района. Абсолютная высота — 996 метров над уровнем моря.

## Население
Согласно оценочным данным Национального статистического комитета Кыргызской Республики, численность населения села на начало 2023 года составляла 1465 человек.
| год     | 2009 | 2014 | 2020 | 2021 | 2023 |
| ------- | ---- | ---- | ---- | ---- | ---- |
| человек | 675  | 1002 | 1403 | 1425 | 1465 |